# 他愛
| ウィキペディアには「他愛」という見出しの百科事典記事はありません（タイトルに「他愛」を含むページの一覧/「他愛」で始まるページの一覧）。 代わりにウィクショナリーのページ「たわい」が役に立つかもしれません。 |